# Ortsmuseum Hallau
Das Ortsmuseum Hallau befindet sich im Kirchenhof der Dorfkirche St. Moritz in der Gemeinde Hallau im Kanton Schaffhausen in der Schweiz.

## Geschichte
1853 wurde der Hallauer Lehrer Johann Georg Pfund zum Gemeindearchivar von Hallau gewählt und gründete aus privater Veranlassung die Historische Sammlung von Hallau. In einem Aufruf in der Klettgauer Zeitung forderte er die Bevölkerung erfolgreich auf, Gegenstände von historischem Wert in die Sammlung zu geben, „Sie fänden einen Ehrenplatz!“ Zu den Schenkungen zählten Waffen, Fahnen, Münzen, Werkzeuge et cetera.

## Ausstellung
Die Ausstellung ist nach Themen geordnet. Die „Waffenkammer“ widmet sich der Militärgeschichte. Das Prunkstück der Waffensammlung ist der s. g. „Genferstutzer“, ein Geschenk der Schützen des Kantons Genf an die Hallauer, zur Ehrerweisung für die Verhinderung einer Neutralitätsverletzung durch die Deutschen. Außerdem werden zahlreiche Haushalts- und Landwirtschaftsgeräte präsentiert. Eine Bleisetzmaschine der Marke Linotype ist noch funktionstüchtig. Diese diente während langer Zeit zum Druck der Klettgauer Zeitung. Im oberen Stock des Museums befindet sich ein Rokokotäfer, welches bei 1949 bei der Renovation des Pfarrhauses aus dem Vorzimmer und der Schlafkammer im 2. Stock entfernt und in das Heimatmuseum Hallau verbracht wurde. Der von 1747 bis 1768 in Hallau tätige Pfarrer Johann Conrad Leu malte es im Jahre 1749.  Im Jahr 2012 wurde im selben Stockwerk eine neue Ausstellung über die Gemeinde Hallau eingerichtet. Ebenfalls gibt es jetzt eine neue Ausstellung über die Frühgeschichte bzw. Archäologie Hallaus. Im Untergeschoss befindet sich eine Ausstellung zur Feuerwehr, sowie eine zum Wasser- und Elektrizitätswerk Hallau (WEH).

## Sammlung
Das Ortsmuseum Hallau verfügt über eine grosse und reichhaltige Waffensammlung mit zahlreichen Objekten, welche die waffengeschichtliche Entwicklung zeigen. Eine Hakenbüchse aus dem 15. Jahrhundert, welche wahrscheinlich im Gefecht bei Hallau im Schwabenkrieg 1499 verwendet wurde, bildet das älteste Stück der Sammlung. Weiter sind in der Sammlung Jagdwaffen, Pistolen, Stich- und Schlagwaffen, Uniformen etc. Einige dieser Dinge sind nicht ausgestellt und befinden sich im Depot des Museums. so auch ein grosser Teil der numismatischen Sammlung. Sie setzt sich zusammen aus einer grossen Zahl von alten Schweizer Münzen, ausländischen Münzen und zirka 50 römischen Münzen, von denen etwa die Hälfte in Hallau gefunden wurde.